# Septoria citricola
Septoria citricola är en svampart som beskrevs av Ruggieri 1935. Septoria citricola ingår i släktet Septoria och familjen Mycosphaerellaceae.   Inga underarter finns listade i Catalogue of Life.